# 小型深空转发器

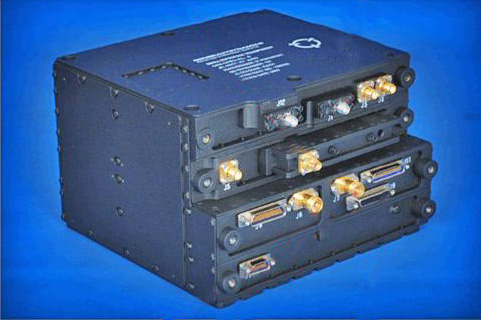
小型深空转发器

小型深空转发器（Small Deep Space Transponder）是喷气推进实验室专门为深空探测器设计的应答器，它实现了一体化接收器、指令检测器、遥测调制器、激励器、信标音发生器和控制功能并集成在一只3公斤封装盒中。小型深空转发器设计用于处理X波段上行链路以及X波段和Ka波段下行链路。喷气推进实验室估计，如用单独的单元(像之前所做的)执行相同的功能需要两倍以上的质量和4或5个单独的子组件。

## 功能
小型深空转发器的功能包括：                                                 
- X波段接收机/下变频器具备在或低于−156分贝毫瓦下跟踪载波能力；
- 指令检测器单元功能；
- 遥测调制功能；
- X波段和Ka波段激励器；
- 信标模式操作；
- 相干与非相干操作选择；
- X波段和Ka波段测距；
- X波段和Ka波段差分单向测距(DOR)；
- 通过MIL-STD-1553进行命令和数据处理通信；
- 通过EIA-422(也称为RS-422)的数据接口。
- 温度传感器的外部端口；
- 模拟信号的外部端口。

## 任务
小型深空转发器已应用于以下任务：
- 深空1号，首次使用应答器的开发任务，作为新技术飞行鉴定的一部分。
- 深度撞击号
- 黎明号使用了二台小型深空转发器[5]。
- 火星探测漫游者
- 火星勘测轨道飞行器
- 信使号
- 日地关系天文台
- 斯皮策太空望远镜
- 凤凰号火星探测器在巡航阶段使用了二台小型深空转发器，着陆器仅使用特高频通信[6]
- 火星科学实验室配备有两台小型深空转发器，一台部署在下降段载台中，另一台安装在着陆探测车上。下降段上的转发器是飞行巡航和着陆时的主应答器，而好奇号探测车上的则为是备用。下降段在好奇号着陆后坠毁，好奇号上的小型深空转发器则成为主应答器[7]。

与许多受严格控制的高性能系统一样，小型深空转发器在运行中也有许多特性。正如“黎明号”电信“经验教训”部分所指出的那样，使用小型深空转发器等通用硬件可从以前的项目中了解这些特性。
对于立方卫星任务来说，小型深空转发器太大、太重且耗电。对于这些任务，可以考虑使用“空间互联网路由转发器”(Iris transponder)来代替。

## 另请查看
- 厄勒克特拉 (无线电)